# Георги Какалов (футболист)
Вижте пояснителната страница за други личности с името Георги Какалов.
Георги Василев Какалов е български професионален футболист, нападател, юноша на Литекс.

## Кариера
Играл е за Белите орли, Рилски спортист, Литекс, Видима-Раковски, Спартак (Плевен), Ботев (Пловдив), ФК Динамо Минск и ПФК Черно море (Варна).
Носител на купата на страната през 2004 г. с Литекс. Има 2 мача за купата на УЕФА с Литекс.
В началото на 2012 година с втородивизионния Етър (Велико Търново) печели промоция за А ФГ, но напуска тима в края на шампионата.
През юни 2012 година заедно с Александър Младенов преминават проби с руския тим ФК Торпедо Москва, като играе няколко контролни мачове, вкл. срещу ПФК ЦСКА (София), като отбелязва гол за победата на московчани с 2 – 1.
Висок е 180 см и тежи 74 кг.

## Статистика по сезони
- Белите орли – 2001/ес. - Б група, 11 мача/2 гола
- Рилски спортист – 2002/пр. - Б група, 7/0
- Литекс – 2002/ес. - А група, 2/1
- Белите орли – 2003/пр. - Б група, 13/6
- Белите орли – 2003/ес. - Б група, 12/11
- Литекс – 2004/пр. - А група, 3/1
- Видима-Раковски – 2004/ес. - А група, 9/1
- Спартак (Плевен) – 2005/пр. - Б група, 11/1
- Ботев (Пловдив) – 2005/06 – А група,23/6
- Ботев (Пловдив) – 2006/07 – А група,17/4
- Ботев (Пловдив) – 2007/08 – А група,22/2
- ФК Динамо Минск – 2008 – 10/0
- ПФК Черно море (Варна) – 2009/пр. – 12/4
- ПФК Черно море (Варна) – 2009/ес. – 7/2
- Видима-Раковски – 2010/2011 - А група
- Етър 1924